# 礁蟾魚
礁蟾魚（学名：Sanopus splendidus），為輻鰭魚綱蟾魚目蟾魚科的其中一種，被IUCN列為次級保育類動物，分布於西大西洋區的墨西哥科蘇梅爾島海域，棲息深度可達8-24公尺，體長可達24公分，為底棲性魚類，生活在礁石洞穴，屬肉食性，以小魚、蝸牛及蠕蟲等為食。